# Armistizio di Panmunjeom
L'armistizio di Panmunjeom (판문점?), armistizio di Panmunjom o accordo di armistizio coreano prende il nome di un villaggio sul confine tra Corea del Nord e Corea del Sud, dove venne firmato l'armistizio del 1953 che pose fine alla guerra di Corea.

## Le trattative iniziali
In realtà le trattative iniziali del cessate il fuoco iniziarono nella città di Kaesŏng occupata dai nordcoreani, dove il generale nordcoreano Nam Il nella sua duplice veste di vice primo ministro e di capo di stato maggiore dell'esercito, e l'ammiraglio statunitense Charles Turner Joy in rappresentanza delle forze delle Nazioni Unite iniziarono le trattative diplomatiche il 10 luglio 1951. Le trattative si interruppero dopo un supposto attacco alla cittadina dichiarato dai nordcoreani il 23 agosto 1951. Su richiesta dei nordcoreani, una commissione di inchiesta delle Nazioni Unite riscontrò che il sito poteva essere stato bombardato da un aereo alleato ma che le prove potevano essere state artefatte ed in ogni caso i nordcoreani impedirono ogni attività di indagine della commissione durante le ore diurne.

## L'accordo
Di conseguenza gli Stati Uniti rifiutarono ogni ulteriore colloquio in zona occupata dai nordcoreani e le trattative vennero bloccate fino al 25 ottobre 1951, quando le parti scelsero come nuova sede dei colloqui la cittadina di Panmunjeom, al confine tra le due Coree, e la sicurezza della sede venne posta sotto la responsabilità congiunta delle due parti.  L'edificio dove venne firmato l'armistizio esiste ancora, e sta a cavallo della linea di demarcazione militare coreana che corre attraverso la zona demilitarizzata. Anche il tavolo attorno al quale si riunirono le due parti è diviso dalla linea di confine.

## Il seguito
All'armistizio non ha mai fatto seguito un trattato di pace e lo stesso armistizio ha visto uno dei suoi punti, il 13d, abrogato unilateralmente dagli Stati Uniti. Il paragrafo in particolare stabiliva che nuove armi potevano essere introdotte sul territorio coreano solo in rimpiazzo di quelle divenute inefficienti, ma gli Stati Uniti decisero di trasferire in Corea armi nucleari tattiche, sotto forma di testate per i missili Honest John e di ogive per cannoni pesanti da 280mm. Anche i nordcoreani hanno secondo gli Stati Uniti di fatto violato questo paragrafo senza rendere pubblica la cosa, almeno fino alle dichiarazioni di costruire armamenti nucleari della seconda metà del decennio 2000-2010.
La presenza di truppe statunitensi sul territorio sudcoreano è per la Corea del Nord causa ostativa alla firma di qualunque trattato di pace, e comunque la stessa Corea del Nord ha denunciato l'armistizio in varie riprese, negli anni 1994, 1996, 2003, 2006, 2009 e 2013, ritenendolo nullo.
Degno di nota è che per la guerra provocata dall'invasione russa dell'Ucraina nel 2022 sia stata auspicata da vari analisti geopolitici ed esperti di relazioni internazionali una soluzione diplomatica simile a quella attuata in Corea nel 1953.